# Codec JPDP

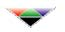
Logo dei formati basati sul codec JPDP

Il codec JPDP è un codec realizzato tra la collaborazione tra RGB Light e Kandalu software.
Lo scopo del JPDP è di fornire una possibilità di compressione sia alle immagini statiche che alle immagini in movimento, ed estesa inoltre sia alla compressione "senza perdita di informazioni" (lossless), che alla compressione "con perdita di informazioni" (lossy).
Queste sono compressioni finalizzate a ridurre l'ingombro per gli archivi e/o a ridurre tempo/costi della trasmissione binaria di foto, immagini e video. Le compressioni per i video avvengono su ogni fotogramma, senza alcun "estimation motion".
I nuovi formati di compressione sono il .CPD lossless  per foto, il .GPD lossless per immagini grafiche ed il .JPD lossy.
La codifica senza perdita per professionisti:
1. Compressione Lossless CPD per le foto e per i video: L'input viene convertito in RGB 24 bit true color e poi convertito in Ycrcb (high precision reversible color), successivamente organizzato con una "New byte value representation" prima di andare alla compressione vera e propria (LZMA).
2. Compressione Lossless GPD per immagini grafiche e i video: Operazioni in puro RGB 24 bit true color. La tripletta RGB viene riorganizzata sulla base del minimo valore di luce della tripletta RGB. La rappresentazione che ne deriva occupa 4 bytes, di cui uno sempre a zero quale identificatore di posizione del minimo valore di luce. Questa nuova rappresentazione dei valori in 4 bytes viene infine inviata alla compressione vera e propria (LZMA).
3. Compressione Lossy JPD, sia per le foto e per le immagini grafiche che per i video è la codifica con perdita per l'utilizzo nel visual web: L'innovazione consiste nell'aver eliminato la tabella di quantizzazione (quantization table) riducendo lo spazio colore prima di ogni altra operazione (dark method), offrendo risultati con compressioni più efficienti tra il 22% e il 35% nei tre casi.

Il flusso di compressione diventa: 
1. dark method in RGB;
2. reversible color "RGB to YCrCb";
3. subsampling;
4. FDCT;
5. Huffman entropy coding.